# Roseau Rapids 2A
Roseau Rapids 2A är ett reservat i Kanada.   Det ligger i provinsen Manitoba, i den sydöstra delen av landet, 1 700 km väster om huvudstaden Ottawa.
Omgivningarna runt Roseau Rapids 2A är en mosaik av jordbruksmark och naturlig växtlighet. Runt Roseau Rapids 2A är det mycket glesbefolkat, med 2 invånare per kvadratkilometer.